# فراری آمریکا
فراری آمریکا (Ferrari America) خودرویی است که در سال‌های ۱۹۵۱ تا ۱۹۶۷ تولید شده‌است.
این خودرو در کلاس خودرو GT قرار گرفته، طراحی آن خودروهای موتور جلو-محور عقب بوده‌است.